# Ulla Fölsing
Ulla Fölsing (* im 20. Jahrhundert) ist eine deutsche Journalistin.
Fölsing studierte Volkswirtschaftslehre, Soziologie und Politikwissenschaft. Sie arbeitet als freie Journalistin. Unter anderem schreibt sie über Themen zur Wissenschaftssoziologie und zur Kulturgeschichte. Sie hat u. a. eine Biographie über Marie Curie und über Wissenschaftlerinnen, die den Nobelpreis erhielten, verfasst.
Fölsing war verheiratet mit dem Physiker und Wissenschaftsjournalisten Albrecht Fölsing (1940–2018).

## Publikationen
- Marie Curie – Wegbereiterin einer neuen Naturwissenschaft. Piper, München/ Zürich 1990, ISBN 3-492-10724-9.
- Geniale Beziehungen. Berühmte Paare in den Wissenschaften. Beck, München 1999, ISBN 3-406-42100-8.
- Nobel-Frauen. Naturwissenschaftlerinnen im Porträt. 1. Auflage. C. H. Beck, München 1990, ISBN 3-406-34018-0. (4. erweiterte Auflage. 2001, ISBN 3-406-47581-7)
- Kaffeekränzchen. Ars-Edition, München 2001, ISBN 3-7607-8578-6.
- mit Bettina Gratzki: Verführerische Düfte. Ars-Edition, München 2001, ISBN 3-7607-8581-6.
- (Textauswahl und Herausgeber): Weisheiten / Wilhelm Busch. Ars-Edition, München 2002, ISBN 3-7607-1980-5.
- (Textauswahl und Herausgeber): Weisheiten / William Shakespeare. Ars-Edition, München 2002, ISBN 3-7607-1981-3.
- (Textauswahl und Herausgeber): Weisheiten / Theodor Fontane. Ars-Edition, München 2003, ISBN 3-7607-2018-8.
- mit Sybille Hein (Illustrationen): Auf ewig! Ein Hochzeitsbuch. Patmos Verlag, Düsseldorf 2005, ISBN 3-491-45051-9.
- Frauen und ihre Hunde. Mit einem Vorwort von Elke Heidenreich. Thiele & Brandstätter, München/ Wien 2017, ISBN 978-3-85179-332-1.
- Frauen, die Kaffee lieben. Thiele Verlag in der Thiele & Brandstätter Verlag GmbH, Wien 2024, ISBN 978-3-85179-534-9.